# NBA Action
NBA Action (parfois NBA Action '96) est un jeu vidéo  développé par Gray Matter Entertainment Software et édité par Sega sur Saturn. Un prototype sur borne d'arcade (système ST-V) a également existé,,,,,,,,.

## Accueil
- Sega Saturn Magazine 88 %[10]
- Hobby Consolas : 90 %[11]
- Gambler Magazine : 82 %[12]
- Mega Console : 88%[13]
- Video Games : 79 %[14]
- GamePro : 4,5/5[15]
- Mean Machines : 88 %[16]
- Super GamePower : 3,2/5[17]